# Sherlock Holmes – Die geheimen Fälle des Meisterdetektivs
Sherlock Holmes – Die geheimen Fälle des Meisterdetektivs ist der Name einer Hörspiel-Serie für Erwachsene und Jugendliche des Labels Titania Medien, basierend auf den bekannten Figuren Sir Arthur Conan Doyles. Die Serie besteht sowohl aus neuen Fällen des Autors Marc Gruppe als auch aus Originalvorlagen Sir Arthur Conan Doyles. Für Produktion und Regie sind Stephan Bosenius & Marc Gruppe verantwortlich. Die erste Folge erschien 2011.

## Inhalt
Erzählt werden bislang unbekannte Fälle um den Meisterdetektiv Sherlock Holmes und seinem Freund und Chronisten Dr. John Watson aus dem späten 19. Jahrhundert. Es handelt sich um klassische Kriminalfälle mit einem Schuss Humor. Ein Merkmal der Erzählungen sind die häufigen Bezüge auf reale historische Persönlichkeiten und Ereignisse.

## Hintergrund
Nach der Gründung des Hörspiellabels Titania Medien im Jahr 2003 begann man dort mit der Produktion von Kriminalhörspielen. Bereits ein Jahr später begann man mit der Veröffentlichung einiger Sherlock-Holmes-Vertonungen nach klassischen Fällen von Arthur Conan Doyle. Diese Hörspiele wurden jedoch im Handel kaum wahrgenommen, weshalb man nach wenigen Fällen zunächst von weiteren Veröffentlichungen absah. Man begann allerdings im Hintergrund mit der Planung einer neuen Hörspielreihe mit einem eigenständigen Konzept, die ab Herbst 2011 als Sherlock Holmes – Die geheimen Fälle des Meisterdetektivs veröffentlicht wurde. Besonderen Wert legte man bei der Planung auf eine durchgestylte Atmosphäre, bei der neben den Hörspielen auch die Covergestaltung eine große Rolle spielt. Mit deren Gestaltung wurde der Illustrator Firuz Askin beauftragt, der bereits für die stimmigen Cover der Hörspielreihe Gruselkabinett verantwortlich zeichnete. Die Figuren Sherlock Holmes und Dr. Watson wurden in der Hörspielreihe wesentlich jünger und damit näher am Original besetzt, als dies in vielen anderen Filmen und Hörspielen der Fall ist. Für die Hauptrollen wurden die erfahrenen Synchronsprecher Joachim Tennstedt (u. a. die dt. Stimme von John Malkovich) als Holmes und Detlef Bierstedt (u. a. die dt. Stimme von George Clooney) als Dr. Watson gewonnen, die beide diese Rolle bereits in den frühen Hörspielen von Titania sprachen.
Zum Start der Serie standen die Titel der ersten 12 Folgen bereits fest. Firuz Askin konnte die Arbeiten an den Illustrationen dieser ersten 12 Cover noch abschließen, bevor er am 3. Oktober 2011 verstarb. Die Folge 4 sollte ursprünglich gemeinsam mit Folge 3 im November 2011 erscheinen, musste aber auf Grund einer Erkrankung eines Teammitglieds verschoben werden. Sie erschien letztendlich im Mai 2012 gemeinsam mit Folge 5. Aufgrund eines Umzugs des Unternehmens in neue Geschäftsräume konnte auch im November 2012 lediglich eine Folge erscheinen. Für die Zukunft sind vier Folgen pro Jahr geplant, zwei im Frühjahr und zwei im Herbst.
Seit November 2013 erscheinen auch auf den ursprünglichen Geschichten von Arthur Conan Doyle basierende Hörspiele innerhalb der Serie. Auf den betroffenen Hörspielen ist der Titelzusatz Die geheimen Fälle des Meisterdetektivs nicht vorhanden und der Autorenname Marc Gruppe durch Doyles Namen ersetzt. Mit den Folgen 10 und 11 wurden zunächst zwei bereits bei Titania erschienene Hörspiele wiederveröffentlicht und anschließend eine neue Adaption von Ein Skandal in Böhmen auf den Markt gebracht.
Seit Folge 33 wird noch ein dritter Weg beschritten: Die Geschichten von anderen Detektiven wie Flaxman Low (erfunden von den Autoren H. und E. Heron) und Ronald Standish (vom Autor Herman Cyril McNeile) werden auf Holmes umgeschrieben.
Die Serie spielt im bekannten Sherlock-Holmes-Universum und steht bisher nicht im Widerspruch zu dem Kanon der Originalfälle.

## Sprecher

### Stammbesetzung
Folgende Hauptcharaktere treten in mehr als einer Episode auf:
| Charakter           | Sprecher               |
| ------------------- | ---------------------- |
| Sherlock Holmes     | Joachim Tennstedt      |
| Dr. John Watson     | Detlef Bierstedt       |
| Mrs. Hudson         | Regina Lemnitz         |
| Margery Mapleton    | Philine Peters-Arnolds |
| Inspektor Abberline | Christian Stark        |
| Inspektor Lestrade  | Lutz Reichert          |
| Inspektor Jones     | Hans Bayer             |
| Mary Watson         | Janina Sachau          |

### Gastsprecher
Einen besonderen Reiz bieten zahlreiche Gastauftritte bekannter Schauspieler oder Synchronsprecher, so beispielsweise Marianne Groß (Standardstimme von Anjelica Huston) in Folge 2, Michael Pan und Simon Jäger in Folge 3, Anja Kruse in Folge 4 und Ingrid van Bergen in Folge 5.

## Folgenindex

### Reguläre Folgen
| 1. Im Schatten des Rippers (14. Oktober 2011) 2. Spuk im Pfarrhaus (14. Oktober 2011) 3. Das entwendete Fallbeil (11. November 2011) 4. Der Engel von Hampstead (18. Mai 2012) 5. Die Affenfrau (18. Mai 2012) 6. Spurlos verschwunden (16. November 2012) 7. Der Smaragd des Todes (17. Mai 2013) 8. Walpurgisnacht (17. Mai 2013) 9. Die Elfen von Cottingley (22. November 2013) 10. Der Vampir von Sussex u. a. (22. November 2013) 11. Das Zeichen der Vier (14. März 2014) 12. Ein Skandal in Böhmen (15. April 2014) 13. Der Bund der Rotschöpfe (16. Mai 2014) 14. Eine Frage der Identität (16. September 2014) 15. Das Rätsel von Boscombe Valley (8. Oktober 2014) 16. Der blaue Karfunkel (14. November 2014) 17. Die fünf Orangenkerne (12. März 2015) 18. Der Mann mit der entstellten Lippe (16. April 2015) 19. Der Daumen des Ingenieurs (15. Mai 2015) 20. Der adlige Junggeselle (11. September 2015) 21. Die Beryll-Krone (12. November 2015) 22. Das Haus bei den Blutbuchen (12. November 2015) 23. Silberblesse (11. März 2016) 24. Das gelbe Gesicht (15. April 2016) 25. Der Angestellte des Börsenmaklers (13. Mai 2016) 26. Die Gloria Scott (14. Oktober 2016) 27. Das Musgrave-Ritual (18. November 2016) 28. Eine Studie in Scharlachrot (16. März 2017) 29. Die Junker von Reigate (26. Mai 2017) 30. Der bucklige Mann (28. Juni 2017) 31. Der Dauer-Patient (26. Oktober 2017) 32. Der griechische Dolmetscher (24. November 2017) 33. Das graue Haus (29. März 2018) 34. Die quietschende Tür (27. April 2018) 35. Der Hund der Baskervilles (28. September 2018) 36. Das unheimliche Pfarrhaus (26. Oktober 2018) 37. Der verschwundene Kutscher (29. März 2019) 38. Das Haus mit den Zwingern (26. April 2019) 39. Eine Frage des Teers (29. November 2019) 40. Die dritte Botschaft (29. November 2019) 41. Mayerling (31. Januar 2020) 42. Der Tote im Extra-Waggon (30. Oktober 2020) 43. Der Zuträger (27. November 2020) 44. Der zweite Hund (30. April 2021) 45. Harry Price und der Fall Rosalie (30. Juli 2021) 46. Der Mann in Gelb (27. August 2021) 47. Das verlassene Haus (29. Oktober 2021) 48. Der Gezeitenstrom (17.12.2021) 49. Das Grauen von Old Hall (25.03.2022) 50. Ludwig II. - Der Tod im Würmsee (16.12.2022) 51. Was das Feuer übrigließ (27.05.2022) 52. Der stille Tod (30.09.2022) 53. Der maskierte Tod (28.10.2022) 54. Tod eines Giftforschers (25.11.2022) 55. Geheimsache Styles Court (31.03.2023) 56. Der Mann im Speisewagen (28.04.2023) 57. Die vierte Flasche (26.05.2023) 58. Das Musikzimmer (29.09.2023) 59. Gottes Mühlen (27.10.2023) 60. Der zehnte Earl (24.11.2023) 61. Die Spuren auf der Treppe (22.03.2024) 62. Mr. Marburys Hände (26.04.2024) 63. Der Lumpensammler aus Paris (31.05.2024) 64. Der verschwundene Grafensohn (27.08.2024) 65. Der Fall Harry Houdini (25.10.2024) 66. Der Frauenmörder von Boston (29. November 2024) |

## Trivia
- Der in mehreren Folgen auftretende Inspektor Abberline ist eine historische Persönlichkeit.
- Die Stimme der Mrs. Hudson, Regina Lemnitz, hat bereits Erfahrung als Haushälterin in Männer-WGs: Sie spricht die Haushälterin Berta in der Sitcom Two and a Half Men.
- Folge 1 Im Schatten des Rippers handelt von Jack the Ripper.
- Marianne Groß spricht die Caroline Bull in Spuk im Pfarrhaus (Folge 2). In den Filmen Sherlock Holmes und Spiel im Schatten ist sie die Synchronstimme von Mrs. Hudson.
- Folge 2 basiert offenbar auf dem realen Borley Rectory, in dem es gespukt haben soll.
- In Folge 2 sprechen Marianne Groß und Lutz Riedel ein Ehepaar. Sie sind auch im wahren Leben verheiratet. Ihre Tochter Sarah Riedel hat in diesem Hörspiel eine Sprechrolle als Dienstmädchen.
- Folge 3 hat Madame Tussauds zum Thema.
- Vorlage für Folge 4 Der Engel von Hampstead ist offensichtlich der reale Fall der Serienmörderin Gesche Gottfried, welche den Beinamen „Engel von Bremen“ hatte.
- Folge 5 Die Affenfrau handelt u. a. vom sogenannten Elefantenmensch.
- Die indische Tänzerin aus Folge 7 Der Smaragd des Todes basiert lose auf dem Leben von Mata Hari.
- Folge 8 Walpurgisnacht handelt von dem realen Schauspieler Henry Irving.
- Folge 9 Die Elfen von Cottingley basiert auf den Cottingley Fairies, über die Arthur Conan Doyle ein Buch veröffentlichte.

## Auszeichnungen
Die Hörspielreihe gewann den Blauen Karfunkel (Preis der Deutschen Sherlock-Holmes-Gesellschaft) in der Kategorie „Beste Multimedia Sherlock-Holmes-Veröffentlichung 2011“.
Die Folge Mayerling schaffte es als bisher einzige in die Top Ten der Bestseller-Liste, die der Buchreport für den Spiegel ermittelt – Rang 9 in Ausgabe 7 / 2020 (Hörbücher Belletristik/Sachbuch).